# Jaapiella calophaciflorae
Jaapiella calophaciflorae är en tvåvingeart som beskrevs av Fedotova 1989. Jaapiella calophaciflorae ingår i släktet Jaapiella och familjen gallmyggor.
Artens utbredningsområde är Kazakstan. Inga underarter finns listade i Catalogue of Life.